# 13553 Masaakikoyama
13553 Masaakikoyama è un asteroide Amor della fascia principale. Scoperto nel 1992, presenta un'orbita caratterizzata da un semiasse maggiore pari a 2,1911963 UA e da un'eccentricità di 0,4619852, inclinata di 5,87091° rispetto all'eclittica.